# ANAクラウンプラザホテル岡山
ANAクラウンプラザホテル岡山（エーエヌエークラウンプラザホテルおかやま、英: ANA Crowne Plaza Okayama）は、岡山県岡山市北区のリットシティビルに入居するIHG・ANAホテルズグループジャパンが運営するシティホテル。

## 概要
2005年（平成17年）8月27日に「岡山全日空ホテル」として開業。全日空ホテルズがインターコンチネンタルホテルズグループと合弁化する前に新規開業した最後発のホテルである。合弁化後も長らくリブランドされていなかったが、2015年（平成27年）9月1日に「ANAクラウンプラザホテル岡山」にリブランドした。
岡山コンベンションセンターやNHK岡山放送局と直結している。
低層階はオフィスとなっており、客室は9階から18階に存在する。

## レストラン
- カフェ「ウルバーノ」（1階）
- 和食ダイニング「KURIYA-SEN」（20階）
- 鉄板焼・スカイバー「SEN」（20階）